# SDEC Serie R
Los motores de la Serie R son motores diésel 4 cilindros en línea de 2.5–2.8 L (2,499–2,776 cc) producidos por SDEC. Son motores de camiones livianos basados en diseños licenciados por VM Motori.

## Nomenclatura
Los motores de la serie R de SDEC utilizan una convención de nomenclatura fija: 
- Los dos primeros caracteres "SC" significan SDEC- S hangai Diesel Engine C o.
- Los siguientes dos caracteres se refieren al desplazamiento del motor; "25"   =   2.5L, "28"   =   2.8L.
- Los siguientes caracteres indican la potencia máxima métrica producida.
- La letra Q indica el estándar de emisión. "Q4"   =   Euro/China 4, "Q5A"   =   Euro 5a, "Q6"   =   Euro 6.

## SC25R
Motor de camión liviano de 2.5L basado en el motor VM Motori RA 425 DOHC. 
| SC25R101 | I4 | 2,499 cc (2.5 L) | 74 kW (101 PS; 99 bhp) a 3200 rpm   | 252 N⋅m (186 lb⋅ft) a 1800–2800 rpm |
| SC25R120 | I4 | 2,499 cc (2.5 L) | 88 kW (120 PS; 118 bhp) a 3800 rpm  | 320 N⋅m (236 lb⋅ft) a 1800–2500 rpm |
| SC25R136 | I4 | 2,499 cc (2.5 L) | 100 kW (136 PS; 134 bhp) a 3800 rpm | 330 N⋅m (243 lb⋅ft) a 1800–2500 rpm |
| SC25R150 | I4 | 2,499 cc (2.5 L) | 110 kW (150 PS; 148 bhp) a 3600 rpm | 360 N⋅m (266 lb⋅ft) a 1800–2500 rpm |

### Aplicaciones
- Joylong Un4
- LDV Maxus/Maxus V80 (2011-presente)

## SC28R
Motores de camiones ligeros basados en el motor RA 428 DOHC de VM Motori. Basado en un diseño de bloque de cilindro cerrado de túnel, 4 válvulas por cilindro, sistema de riel común BOSCH de alta presión de 1600bar, culata de aleación de aluminio, sistema de doble leva superior y turbocompresor de geometría fija de carcasa voluta o turbocompresor de geometría variable controlado electrónicamente, que cumple con los estándares de emisión China/Euro 4, 5 y 6.
| Motores SC28R | Motores SC28R | Motores SC28R    | Motores SC28R | Motores SC28R    | Motores SC28R                       | Motores SC28R                       |
| Modelo        | Revisión      | Norma de emisión | Configuración | Desplazamiento   | Potencia                            | Torque                              |
| ------------- | ------------- | ---------------- | ------------- | ---------------- | ----------------------------------- | ----------------------------------- |
| SC28R110      | 0             | Q4               | I4            | 2,776 cc (2.8 L) | 82 kW (111 PS; 110 bhp) a 3000 rpm  | 285 N⋅m (210 lb⋅ft) a 1800–2800 rpm |
| SC28R110      | 0             | Q5               | I4            | 2,776 cc (2.8 L) | 82 kW (111 PS; 110 bhp) a 3000 rpm  | 285 N⋅m (210 lb⋅ft) a 1800–2800 rpm |
| SC28R125      | 0             | Q4               | I4            | 2,776 cc (2.8 L) | 92 kW (125 PS; 123 bhp) a 3000 rpm  | 340 N⋅m (251 lb⋅ft) a 1800–2500 rpm |
| SC28R125      | 0             | Q5A              | I4            | 2,776 cc (2.8 L) | 92 kW (125 PS; 123 bhp) a 3000 rpm  | 340 N⋅m (251 lb⋅ft) a 1800–2500 rpm |
| SC28R136      | 0             | Q4               | I4            | 2,776 cc (2.8 L) | 100 kW (136 PS; 134 bhp) a 3200 rpm | 350 N⋅m (258 lb⋅ft) a 1800–2500 rpm |
| SC28R136      | 0             | Q5A              | I4            | 2,776 cc (2.8 L) | 100 kW (136 PS; 134 bhp) a 3200 rpm | 350 N⋅m (258 lb⋅ft) a 1800–2500 rpm |
| SC28R143      | 0             | Q4               | I4            | 2,776 cc (2.8 L) | 105 kW (143 PS; 141 bhp) a 3600 rpm | 330 N⋅m (243 lb⋅ft) a 1800–2500 rpm |
| SC28R143      | 0             | Q5               | I4            | 2,776 cc (2.8 L) | 105 kW (143 PS; 141 bhp) a 3600 rpm | 340 N⋅m (251 lb⋅ft) a 1800–2500 rpm |
| SC28R143      | 1             | Q5A              | I4            | 2,776 cc (2.8 L) | 105 kW (143 PS; 141 bhp) a 3600 rpm | 350 N⋅m (258 lb⋅ft) a 1800–2500 rpm |
| SC28R143      | 2             | Q5A              | I4            | 2,776 cc (2.8 L) | 105 kW (143 PS; 141 bhp) a 3600 rpm | 380 N⋅m (280 lb⋅ft) a 1800–2500 rpm |
| SC28R150      | 0             | Q5A              | I4            | 2,776 cc (2.8 L) | 110 kW (150 PS; 148 bhp) a 3400 rpm | 360 N⋅m (266 lb⋅ft) a 1600–2800 rpm |
| SC28R150      | 1             | Q5A              | I4            | 2,776 cc (2.8 L) | 110 kW (150 PS; 148 bhp) a 3400 rpm | 380 N⋅m (280 lb⋅ft) a 1600–2800 rpm |
| SC28R150      | 0             | Q6               | I4            | 2,776 cc (2.8 L) | 110 kW (150 PS; 148 bhp) a 3000 rpm | 400 N⋅m (295 lb⋅ft) a 1500–2400 rpm |
| SC28R156      | 0             | Q5A              | I4            | 2,776 cc (2.8 L) | 115 kW (156 PS; 154 bhp) a 3000 rpm | 400 N⋅m (295 lb⋅ft) a 1800–2400 rpm |

### Aplicaciones
- Golden Dragon XML6700J15
- Joylong serie A
- Maxus T60 (2016-presente)
- Yuejin SH108 tipo 2